# Jacques Santini
Jacques Santini (Delle, Francia; 25 de abril de 1952) es un exfutbolista y actual entrenador de fútbol. Entre su carrera deportiva, destacó su labor como entrenador de la Selección de fútbol de Francia desde 2002 hasta 2004. Actualmente es el director deportivo del Paris FC.

## Biografía

### Como jugador
Santini desempeñó la mayor parte de su carrera futbolística profesional en las filas del AS Saint-Étienne entre 1969 y 1981, ocupando el puesto de centrocampista. El jugador vivió la época dorada del equipo verde y logró con ellos cuatro Ligas de Francia, dos Copas nacionales y participó en la final de la UEFA Champions League de 1976 que perdieron ante el Bayern de Múnich. En 1981 abandonó el equipo para fichar por el Montpellier HSC, donde terminó su carrera profesional.

### Como entrenador
Santini fichó por un equipo amateur en 1983, el CA Lisieux, para comenzar su carrera como entrenador compaginándolo con la práctica del fútbol. En 1985, Santini se retiró como jugador de forma definitiva y comenzó a dedicarse como entrenador profesional en equipos como el Toulouse FC, el Lille OSC, el AS Saint-Étienne y el FC Sochaux, al que salvó del descenso en seis meses de 1995.
En 1997, y tras dos años sin entrenar a ningún equipo, el Olympique Lyonnais le nombra director técnico del club hasta el año 2000, cuando pasa a entrenar al equipo. Con el Lyon lograría su primer título como entrenador, una Copa de la Liga en 2001 y el título de Campeón de Liga francesa en el año 2002. Sin embargo, Santini decidió no renovar en su puesto como entrenador.
Tras el mal papel de la Selección de fútbol de Francia en la Copa Mundial de Fútbol de 2002 en Corea y Japón, Santini es nombrado seleccionador nacional en julio del mismo año. El entrenador logró vencer la Copa FIFA Confederaciones 2003 y clasificar a les bleus para la Eurocopa 2004 sin mayores dificultades (ganando todos los partidos de su grupo); pero la Federación gala condicionó su renovación al papel que desempeñase Francia en la Eurocopa de Portugal, por lo que Santini decidió firmar con un equipo inglés, el Tottenham Hotspur, para entrenarlo la próxima temporada y marcharse de la selección francesa al término de la competición europea. Les bleus cayeron en ese torneo en cuartos de final.
En el año 2004, Santini recaló en las filas del Tottenham Hotspur. Sin embargo, el entrenador sólo aguantó 11 jornadas, logrando 3 victorias, 4 empates y 4 derrotas, 3 de ellas consecutivas; antes de dimitir de su cargo debido a problemas personales, dejando el banquillo del equipo londinense.
Posteriormente, fichó por el AJ Auxerre, sustituyendo al histórico entrenador Guy Roux. Cuajó una buena temporada dejando al equipo 6.º en la Ligue 1 2005-06, pero no continuó en la entidad al no haber alcanzado -por un solo punto- los puestos que clasificaban al club para las competiciones europeas.
Posteriormente trabajó como comentarista deportivo para televisión. En 2010 se convirtió en segundo entrenador del Racing Club de Lens junto al técnico Jean-Guy Wallemme, pero dimitió del cargo en enero de 2011, cuando Wallemme fue cesado.

## Trayectoria

### Como jugador
| Club             | País    | Año       |
| ---------------- | ------- | --------- |
| AS Saint-Étienne | Francia | 1969-1981 |
| Montpellier HSC  | Francia | 1981-1983 |
| CA Lisieux       | Francia | 1983-1985 |

### Como entrenador
| Club                                    | País       | Año       |
| --------------------------------------- | ---------- | --------- |
| CA Lisieux                              | Francia    | 1983-1985 |
| Toulouse FC                             | Francia    | 1985-1989 |
| Lille OSC                               | Francia    | 1989-1992 |
| AS Saint-Étienne                        | Francia    | 1992-1994 |
| FC Sochaux                              | Francia    | 1994-1995 |
| Olympique Lyonnais (director deportivo) | Francia    | 1997-2000 |
| Olympique Lyonnais                      | Francia    | 2000-2002 |
| Selección de fútbol de Francia          | Francia    | 2002-2004 |
| Tottenham Hotspur                       | Inglaterra | 2004      |
| AJ Auxerre                              | Francia    | 2005-2006 |
| RC Lens (asistente)                     | Francia    | 2010-2011 |
| Paris FC (director deportivo)           | Francia    | 2013-     |